# Richard Arkwright
Sir Richard Arkwright (Preston, Lancashire, 1732. december 23. – Cromford, Derbyshire 1792. augusztus 3.) angol vállalkozó, a mai szárnyas orsóval működő előfonógép elődjének feltalálója és a kártológép tökéletesítője.

## Életpályája
Richard Arkwright, egy szabómester fia, a család tizenharmadik gyermekeként született az angliai Prestonban, Lancashire grófságban. Szülei nem engedhették meg maguknak, hogy iskolába járassák, unokatestvérétől tanult meg írni és olvasni. Kitanulta a borbélymesterséget és a parókakészítést, és az 1750-es években saját üzletet nyitott. Feltalált egy eljárást a parókák vízálló színezésére, aminek révén szép vagyonra tett szert. Ebből volt pénze arra, hogy a fonógéppel kísérletezzen. John Kay órásmesterrel társulva 1769-ben szabadalmaztatta a gépét, amely voltaképpen a rokka szárnyas orsóját gépesítette és egyúttal két hengerpár között megvalósította a fonal nyújtását (vékonyítását) is. Gépével a kézi fonáshoz képest sokkal olcsóbban tudta előállítani a fonalat az akkoriban nagyon keresett pamutvásznak készítéséhez.
Arkwright tökéletesítette a Lewis Paul által 1748-ban szabadalmaztatott kártológépet, amellyel a pamutszál-halmazt elemiszálaira bontotta és párhuzamosította, ezzel nagymértékben megjavítva az ebből készült fonal minőségét.
Arkwright, néhány más vállalkozóval társulva, Nottinghamben, a harisnyagyártás központjában egy fonalgyárat alapított, ahol saját szerkesztésű fonógépeit lovakkal hajtotta. 1771-ben Cromfordban alapított gyárában már vízikerék-hajtást alkalmazott (innen ered ennek a gépnek „water frame” – a magyar szakirodalomban „water-orsó” – elnevezése), majd további, ugyancsak vízhajtásra berendezett fonógyárakat alapított az ország több városában, sőt Skóciában is. Őt tekintik a modern gyári munka megteremtőjének és találmányait az ipari forradalom “katalizátorának”.
Arkwright a fonalgyártással összefüggésben számos megoldást szabadalmaztatott, amelynek eredetiségét azonban már akkor is vitatták. Emiatt különböző perekbe bonyolódott, amelyeket azonban elveszített és végül 1785-ben valamennyi szabadalmát érvénytelenítették.

### További források
- Old Style and New Style Dates and the change to the Gregorian Calendar. (Hozzáférés: 2010. július 27.)
- Endrei Walter. A textilipari technikák termelékenységének története. Akadémiai Kiadó, Budapest (1993)